# Kąty (Pilczyca)
Kąty – przysiółek wsi Pilczyca w Polsce położony w województwie świętokrzyskim, w powiecie włoszczowskim, w gminie Kluczewsko.